# 2,2,7,7-四甲基辛烷
2,2,7,7-四甲基辛烷是一种有机化合物，化学式为C12H26，它是十二烷的同分异构体。它可由(Me3CC≡C)2的加氢反应，或新己基溴的Wurtz反应（和钠反应）制得。叔丁基氯化镁和1,4-二溴丁烷的反应也能制得标题化合物。